# HD 161892
HD 161892 (G Scorpii) é uma estrela na direção da Scorpius. Possui uma ascensão reta de 17h 49m 51.45s e uma declinação de −37° 02′ 36.1″. Sua magnitude aparente é igual a 3.19. Considerando sua distância de 127 anos-luz em relação à Terra, sua magnitude absoluta é igual a 0.24. Pertence à classe espectral K0/K1III.